# Mombin-Crochu
Mombin-Crochu (em crioulo, Monben Kwochi), é uma comuna do Haiti, situada no departamento do Nordeste e no arrondissement de Vallières. De acordo com o censo de 2003, sua população total é de 25.113 habitantes.